# Karl A. Schleunes
Karl Albert Schleunes (* 21. April 1937 in Kiel (Wisconsin); † 15. Mai 2021) war ein US-amerikanischer Historiker. Er war bis 2010 Professor an der University of North Carolina at Greensboro (UNCG) und wurde dann emeritiert.

## Werdegang
Seine Eltern waren der aus Schleswig (Wisconsin) stammende Henry Schleunes (1892–1968) und Adelia Eickoff (1896–1984).
Er erwarb 1959 in Lakeland seinen Bachelor und an der University of Minnesota 1961 seinen Master und 1966 seinen Ph.D.
Im August 1964 heiratete er Brenda Jean Pursel, die 1981 das Touring Theatre of North Carolina gründete.
Von 1965 bis 1971 lehrte er an der University of Illinois. Seither war er an der UNCG, wobei er 1999 Gastdozent am Kaplan Centre der Universität Kapstadt war.

## Veröffentlichungen
- The Twisted Road to Auschwitz, Nazi Policy Toward German Jews, 1933–1939; 1970
- Schooling and Society; The Politics of Education in Prussia and Bavaria, 1750–1900; 1989
- Legislating the Holocaust; The Bernhard Loesener Memoirs